# Nicklas Bäckström
Lars Nicklas Bäckström, född 23 november 1987 i Valbo församling, Gävle kommun, är en svensk professionell ishockeyspelare som spelade i Washington Capitals i NHL men som från säsongen 2025/2026 spelar i Brynäs IF. Moderklubb är Valbo AIF. Bäckström har två VM-guld (2006, 2017), ett OS-silver (2014) och en Stanley Cup-vinst (2018) på meritlistan.

## Tidiga år
Nicklas Bäckström växte upp i Valbo i Gävle kommun. Han är son till Anders och Catrin Bäckström. Han kommer från en riktig idrottsfamilj. Hans far är en känd svensk ishockeyspelare som spelade sammanlagt tio säsonger för elitserielaget Brynäs IF under 1980-talet. Hans mor Catrin har spelat handboll på elitnivå och hans äldre bror Kristoffer spelar även han ishockey.

## Spelarkarriär
Bäckström vann den interna poängligan i Brynäs IF med 27 poäng (inklusive slutspelspoängen) och blev dessutom utsedd till Elitseriens bästa rookie 2005–06. 
Han följde upp med att göra en ännu bättre säsong 2006–07 där han i grundserien stod för 12 mål, 28 assist och 40 poäng på 45 elitseriematcher. I slutspelet blev det 3 mål och 3 assist för totalt 6 poäng. Därmed vann han den totala poängligan även säsongen 2006–07.
I Junior-VM i ishockey 2006–07, som avgjordes i Sverige, gjorde Bäckström sju poäng – alla med målgivande passningar.
För A-landslagets räkning debuterade han i en match mot Norge 6 april 2006, och fick sedan spela LG Hockey Games och Euro Hockey Tour-slutspelet. Länge såg det ut som att han inte skulle få spela VM i Riga men när Daniel Alfredsson tackade nej kom Bäckström med i truppen. Man mötte Ryssland och matchen slutade 3–3. Han blev därmed den yngste svensken genom tiderna att spela i ett världsmästerskap i ishockey. I och med guldmedaljen blev han per automatik Sveriges yngste VM-guldmedaljör i ishockey.
Bäckström valdes av Washington Capitals i draften 2006 i första rundan som totalt fjärde spelare. 21 maj 2007 skrev Bäckström under ett kontrakt med Capitals, som innebar att han fick den högsta lönen en nybörjare i NHL kan få.. 
Vid sin NHL-debut 5 oktober 2007 stod han för ett assist. Det första NHL-målet gjorde han 8 november 2007 då han gjorde mål mot Ottawa Senators. Med det blev Bäckström en av alla tiders yngsta svenskar att göra mål i NHL. Månaden efter utsågs han till december månads nybörjare i NHL efter 5 mål och 9 assist för 14 poäng på 13 matcher. 19 januari 2008 tangerade Bäckström ett 29-årigt klubbrekord då han blev den andre Washingtonnybörjaren genom tiderna att slå fyra målgivande passningar i en och samma match. När han upprepade bedriften i nästföljande match slog han NHL-rekord för nya NHL-spelare med två matcher i rad med fyra assist. Med 14 mål och 55 assists för totalt 69 poäng på 82 matcher kom han tvåa i poängligan för nybörjare efter Patrick Kane. För detta nominerades han som en av tre spelare till Calder Memorial Trophy som delas ut till årets nybörjare. 
Säsongen därefter, 2008–09, gjorde han i snitt över 1 poäng per match och 8 oktober 2009 klev han för första gången upp i ensam poängligeledning i NHL, efter 10 poäng, 2 mål och 8 assist, på de fyra inledande matcherna av säsongen 2009–10. Till slut blev det 101 poäng på 82 matcher, varav 33 mål och 68 assist.
Den 15 mars 2015 i en match mellan Boston Bruins och Washington Capitals stod Bäckström för två assists vilket gav honom 420 assists och gjorde att han tog över första platsen i lagets historia för den spelare med flest assists, som tidigare Michal Pivoňka hade med sina 418 assists. 
2018 vann Bäckström Stanley Cup med Washington Capitals sedan laget besegrat Vegas Golden Knights i finalserien med sammanlagt 4-1 i matcher.

## Dopning
Bäckström deltog i det svenska landslaget vid vinter-OS 2014 i Sotji. Den 23 februari 2014 visade provsvar att Bäckström kunde ha varit dopad och han fick därför inte delta i finalen mot Kanada. Den 25 februari kom besked om att även B-provet var positivt och att beslutet om påföljd skulle dröja ytterligare två veckor. Han hade överskridit gränserna för pseudoefedrin, ett ämne som bland annat ingår i en allergimedicin som Bäckström tagit under ett flertal år. Pseudoefedrin och efedrin är en vanlig komponent i viss astma- och hostmedicin. Dopningsklassningen av pseudoefedrin stödjer sig på att höga koncentrationer har prestationshöjande effekt.  Den 14 mars 2014 beslutade Internationella olympiska kommittén, IOK, att Bäckström skulle få en matchs avstängning (d.v.s. OS-finalen) som påföljd men fick behålla sin olympiska silvermedalj. Internationella ishockeyförbundet disciplinära kommitté hade möjligheten att vidta åtgärder och utmäta straff mot Nicklas Bäckström, dock valde man den 9 oktober 2014 att inte gå vidare med några disciplinära åtgärder. Enligt kommittén hade Bäckström samarbetat fullt ut och att han inte tagit substansen i prestationshöjande syfte. Kommittén skriver även som orsak till beslutet att B-provet inte har analyserats exakt och därför inte fullt ut konfirmerar A-provet. World Anti-Doping Agency, WADA, överklagade dock under november 2014 beslutet till Idrottens skiljedomstol.  Ärendet avslutades i januari 2015, då Idrottens skiljedomstol i ett gemensamt beslut med antidopningsbyrån Wada, Internationella olympiska kommittén IOK och Internationella ishockeyförbundet IIHF, utfärdade en reprimand för det positiva dopningsprov Nicklas Bäckström lämnade under OS i Sotji. Uppgörelsen innebär vidare att Bäckström drar tillbaka sitt överklagande och medger att han brutit mot antidopningsreglerna under det att WADA ger Bäckström en reprimand, det lägsta straff en idrottare kan tilldömas för en dopningsförseelse.  Beslutet att låta Bäckström behålla medaljen kritiserades senare av den tidigare chefen för WADA, Dick Pound, under ett WADA-möte i Montreal.

## Statistik

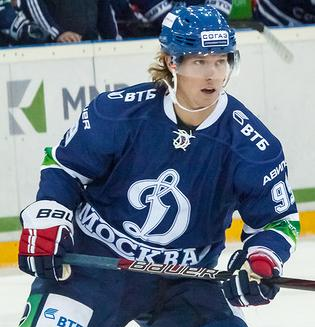
Bäckström med Dynamo Moskva säsongen 2012–13.

### Klubbkarriär
| 2004–05    | Brynäs IF           | SHL        | 19  | 0   | 0   | 0   | 2   | –   | –  | –  | –  | –  |
| 2005–06    | Brynäs IF           | SHL        | 46  | 10  | 16  | 26  | 30  | 4   | 1  | 0  | 1  | 2  |
| 2006–07    | Brynäs IF           | SHL        | 45  | 12  | 28  | 40  | 46  | 7   | 3  | 3  | 6  | 6  |
| 2007–08    | Washington Capitals | NHL        | 82  | 14  | 55  | 69  | 24  | 7   | 4  | 2  | 6  | 2  |
| 2008–09    | Washington Capitals | NHL        | 82  | 22  | 66  | 88  | 46  | 14  | 3  | 12 | 15 | 8  |
| 2009–10    | Washington Capitals | NHL        | 82  | 33  | 68  | 101 | 50  | 7   | 5  | 4  | 9  | 4  |
| 2010–11    | Washington Capitals | NHL        | 77  | 18  | 47  | 65  | 40  | 9   | 0  | 2  | 2  | 4  |
| 2011–12    | Washington Capitals | NHL        | 42  | 14  | 30  | 44  | 24  | 13  | 2  | 6  | 8  | 18 |
| 2012–13    | Dynamo Moskva       | KHL        | 19  | 10  | 15  | 25  | 10  | –   | –  | –  | –  | –  |
| 2012–13    | Washington Capitals | NHL        | 48  | 8   | 40  | 48  | 20  | 7   | 1  | 2  | 3  | 0  |
| 2013–14    | Washington Capitals | NHL        | 82  | 18  | 61  | 79  | 54  | –   | –  | –  | –  | –  |
| 2014–15    | Washington Capitals | NHL        | 82  | 18  | 60  | 78  | 48  | 12  | 3  | 4  | 7  | 2  |
| 2015–16    | Washington Capitals | NHL        | 75  | 20  | 50  | 70  | 36  | 12  | 2  | 9  | 11 | 8  |
| 2016–17    | Washington Capitals | NHL        | 82  | 23  | 63  | 86  | 38  | 13  | 6  | 7  | 13 | 2  |
| 2017–18    | Washington Capitals | NHL        | 81  | 21  | 50  | 71  | 46  | 20  | 5  | 18 | 23 | 6  |
| SHL totalt | SHL totalt          | SHL totalt | 110 | 22  | 44  | 66  | 78  | 11  | 4  | 3  | 7  | 8  |
| KHL totalt | KHL totalt          | KHL totalt | 19  | 10  | 15  | 25  | 10  | –   | –  | –  | –  | –  |
| NHL totalt | NHL totalt          | NHL totalt | 815 | 209 | 590 | 799 | 418 | 116 | 31 | 67 | 98 | 54 |

### Internationellt
| År            | Lag           | Turnering     |    | Matcher | Mål | Assists | Poäng | Utv. |
| ------------- | ------------- | ------------- | -- | ------- | --- | ------- | ----- | ---- |
| 2006          | Sverige       | JVM           | 6  | 4       | 3   | 7       | 2     |      |
| 2006          | Sverige       | VM            | 4  | 0       | 0   | 0       | 0     |      |
| 2007          | Sverige       | JVM           | 7  | 0       | 7   | 7       | 20    |      |
| 2007          | Sverige       | VM            | 9  | 1       | 5   | 6       | 4     |      |
| 2008          | Sverige       | VM            | 9  | 3       | 4   | 7       | 4     |      |
| 2010          | Sverige       | OS            | 4  | 1       | 5   | 6       | 0     |      |
| 2012          | Sverige       | VM            | 2  | 0       | 1   | 1       | 0     |      |
| 2014          | Sverige       | OS            | 5  | 0       | 4   | 4       | 0     |      |
| 2017          | Sverige       | VM            | 5  | 3       | 4   | 7       | 8     |      |
| Junior totalt | Junior totalt | Junior totalt | 13 | 4       | 10  | 14      | 22    |      |
| Senior totalt | Senior totalt | Senior totalt | 38 | 8       | 23  | 31      | 16    |      |